# Vuelta a España 2023/10. Etappe
Die 10. Etappe der Vuelta a España 2023 fand am 5. September 2023 statt und bildete das einzige Einzelzeitfahren der 78. Austragung des spanischen Etappenrennens. Start und Ziel der 25,8 Kilometer langen Strecke war Valladolid. Nach der Zielankunft hatten die Fahrer insgesamt 1485,1 Kilometer absolviert, was 47 % der Gesamtdistanz der Rundfahrt entspricht.
Filippo Ganna (Ineos Grenadiers) gewann das Einzelzeitfahren, während Sepp Kuss (Jumbo-Visma) das Rote Trikot verteidigte.

## Streckenführung
Der Start erfolgte neben dem Plaza del Poniente auf der Paseo de Isabel la Católica. Bereits nach wenigen Metern wurde der Pisuerga über die Puente Isabel la Católica überquert und die Strecke führte vorbei an der Cúpula del Milenio zum Parque de la Olma. Auf der Calle de las Mieses ging es im Anschluss in Richtung Norden bis zur Veranstaltungsstätte Feria de Valladolid, ehe die Fahrer wendeten und auf demselben Weg zurückfuhren. Südlich des Plaza de las Cometas führte die Strecke nun in Richtung Westen zum Estadio José Zorrilla, wobei die Straße leicht anstieg. Vorbei am Centro Cultural Miguel Delibes wurde im Stadtteil Parquesol eine kleine Schleife gefahren, auf der der höchste Punkt der Strecke erreicht wurde, ehe die Fahrer über die Puente Adolfo Suárez zurück ins Zentrum von Valladolid gelangten. Die Fahrer hatten nun in etwa die Hälfte der Distanz bewältigt und fuhren anschließend auf der Paseo de Zorrilla in Richtung Süden, bis sie den Parque de Covaresa im Süden der Stadt erreichten. Nach einer weiteren Schleife führte die Strecke von Pinar de Antequera aus zurück in Richtung Norden, wobei erneut die Paseo de Zorrilla genutzt wurde. Der Zielstrich befandnsich ebenfalls auf der Paseo de Zorrilla neben dem Parque Campo Grande unweit des Plaza de Zorrilla.
Die 25,8 Kilometer lange Strecke beinhaltete nur wenige Höhenmeter und Kurven, wobei der erste Abschnitt als etwas profilierter und technischer einzustufen war.
|              | Ort                             | Kilometer |
| ------------ | ------------------------------- | --------- |
| Start        | Valladolid (Plaza del Poniente) | 0,0       |
| Zwischenzeit | Valladolid (Paseo de Zorrilla)  | 12,5      |
| Ziel         | Valladolid (Plaza de Zorrilla)  | 25,8      |

## Rennverlauf
Chronologischer Ablauf
Mit Javier Romo (Astana Qazaqstan) und Jefferson Cepeda (Caja Rural-Seguros RGA) gingen zwei Fahrer nicht an den Start der 10. Etappe. Als letzter der Gesamtwertung eröffnete Callum Scotson (Jayco AlUla) das Einzelzeitfahren und setzte mit 31:59 min die erste Richtmarke. Als erster Zeitfahr-Spezialist verbesserte der Europameister Stefan Bissegger (EF Education-EasyPost) die Bestzeit auf 28 Minuten und 58 Sekunden. Kurz darauf fuhr Filippo Ganna (Ineos Grenadiers) neue Bestzeiten bei allen Zwischenzeiten und unterbot die Zeit von Stefan Bissegger um mehr als eine Minute. Der Italiener absolvierte die 25,8 Kilometer in einer Zeit von 27 Minuten und 39 Sekunden, was einer Durchschnittsgeschwindigkeit von 55,9 km/h entspricht. Von den Gesamtklassement-Fahrern konnte einer die Zeit von Filippo Ganna gefährden, der sich schließlich mit einem Vorsprung von 16 Sekunden vor dem Weltmeister Remco Evenepoel (Soudal Quick-Step) durchsetzte. Auf Platz drei folgte Primož Roglič (Jumbo-Visma) mit einem Rückstand von 36 Sekunden.
Zeitabstände der Gesamtklassement-Fahrer
Von den Gesamtklassement-Fahrern fuhr Remco Evenepoel die schnellste Zeit. Er nahm seinen größten Kontrahenten Primož Roglič und Jonas Vingegaard (beide Jumbo-Visma) 20 Sekunden bzw. eine Minute und 2 Sekunden ab. Mit João Almeida (UAE Team Emirates) und Alexander Wlassow (Bora-hansgrohe) wiesen nur zwei weitere Fahrer einen Rückstand von weniger als einer Minute auf den Etappensieger Filippo Ganna auf. Juan Ayuso belegte mit einem Rückstand von einer Minute und elf Sekunden den siebten Rang und lag somit nur eine Sekunde vor seinem Teamkollegen Marc Soler (beide UAE Team Emirates). Sepp Kuss (Jumbo-Visma) verteidigte als 13. mit einem Rückstand von einer Minute und 29 Sekunden das Rote Trikot. Zu den Verlieren des Tages zählten Enric Mas (Movistar) und Mikel Landa (Bahrain Victorious), die eine Minute 46 Sekunden bzw. zwei Minuten und 21 Sekunden auf den Tagessieger verloren.
In der Gesamtwertung lag Sepp Kuss nun 26 Sekunden vor Marc Soler. Dahinter folgten bereits Remco Evenepoel und Primož Roglič, die Rückstände von einer Minute und 9 Sekunden und einer Minute und 36 Sekunden aufwiesen. Lenny Martinez (Groupama-FDJ) rutschte mit mehr als zwei Minuten Rückstand auf den fünften Gesamtrang ab, dicht gefolgt von João Almeida, Jonas Vingegaard und Juan Ayuso, die nur durch wenige Sekunden getrennt waren. Der gesamtneunte Enric Mas lag bereits zwei Minuten und 50 Sekunden zurück. Alexander Wlassow wies auf Gesamtrang zehn einen Rückstand von mehr als drei Minuten auf. In der Punkte- und Bergwertung führte das Einzelzeitfahren zu keinen Veränderungen. Hier lagen weiterhin Kaden Groves (Alpecin-Deceuninck) und Eduardo Sepúlveda (Lotto Dstny) in Führung. Remco Evenepoel übernahm das weiße Trikot des besten Nachwuchsfahrers von Lenny Martinez, während sich das Team Jumbo-Visma an der Spitze der Mannschaftswertung behauptete. Nach dem Ausscheiden von Javier Romo und Jefferson Cepeda verblieben noch 160 Fahrer im Rennen.

## Ergebnis
| \| Etappenergebnis \| Etappenergebnis \| Etappenergebnis \| Etappenergebnis \| Etappenergebnis \| \| Fahrer \| Fahrer \| Land \| Team \| Zeit \| \| --------------- \| ----------------- \| ---------------- \| ----------------- \| --------------- \| \| 1. \| Filippo Ganna \| Italien \| Ineos Grenadiers \| 27 min 39 s \| \| 2. \| Remco Evenepoel \| Belgien \| Soudal Quick-Step \| + 16 s \| \| 3. \| Primož Roglič \| Slowenien \| Jumbo-Visma \| + 36 s \| \| 4. \| João Almeida \| Portugal \| UAE Team Emirates \| + 50 s \| \| 5. \| Alexander Wlassow \| Neutrales Banner \| Bora-Hansgrohe \| + 52 s \| \| 6. \| Mattia Cattaneo \| Italien \| Soudal Quick-Step \| + 1 min 09 s \| \| 7. \| Juan Ayuso \| Spanien \| UAE Team Emirates \| + 1 min 11 s \| \| 8. \| Marc Soler \| Spanien \| UAE Team Emirates \| + 1 min 12 s \| \| 9. \| Nélson Oliveira \| Portugal \| Movistar Team \| + 1 min 12 s \| \| 10. \| Jonas Vingegaard \| Dänemark \| Jumbo-Visma \| + 1 min 18 s \| |                   |                  |                   |              |
| |                   |                  |                   |              |
| Quelle: ProCyclingStats |                   |                  |                   |              |
| Etappenergebnis |                   |                  |                   |              |
| Fahrer | Fahrer            | Land             | Team              | Zeit         |
| 1. | Filippo Ganna     | Italien          | Ineos Grenadiers  | 27 min 39 s  |
| 2. | Remco Evenepoel   | Belgien          | Soudal Quick-Step | + 16 s       |
| 3. | Primož Roglič     | Slowenien        | Jumbo-Visma       | + 36 s       |
| 4. | João Almeida      | Portugal         | UAE Team Emirates | + 50 s       |
| 5. | Alexander Wlassow | Neutrales Banner | Bora-Hansgrohe    | + 52 s       |
| 6. | Mattia Cattaneo   | Italien          | Soudal Quick-Step | + 1 min 09 s |
| 7. | Juan Ayuso        | Spanien          | UAE Team Emirates | + 1 min 11 s |
| 8. | Marc Soler        | Spanien          | UAE Team Emirates | + 1 min 12 s |
| 9. | Nélson Oliveira   | Portugal         | Movistar Team     | + 1 min 12 s |
| 10. | Jonas Vingegaard  | Dänemark         | Jumbo-Visma       | + 1 min 18 s |

## Gesamtstände
| \| Gesamtwertung \| Gesamtwertung \| Gesamtwertung \| Gesamtwertung \| Gesamtwertung \| \| Fahrer \| Fahrer \| Land \| Team \| Zeit \| \| ------------- \| ----------------- \| ------------------ \| ----------------- \| ---------------- \| \| 1. \| Sepp Kuss \| Vereinigte Staaten \| Jumbo-Visma \| 35 h 52 min 38 s \| \| 2. \| Marc Soler \| Spanien \| UAE Team Emirates \| + 26 s \| \| 3. \| Remco Evenepoel \| Belgien \| Soudal Quick-Step \| + 1 min 09 s \| \| 4. \| Primož Roglič \| Slowenien \| Jumbo-Visma \| + 1 min 36 s \| \| 5. \| Lenny Martinez \| Frankreich \| Groupama-FDJ \| + 2 min 02 s \| \| 6. \| João Almeida \| Portugal \| UAE Team Emirates \| + 2 min 16 s \| \| 7. \| Jonas Vingegaard \| Dänemark \| Jumbo-Visma \| + 2 min 22 s \| \| 8. \| Juan Ayuso \| Spanien \| UAE Team Emirates \| + 2 min 25 s \| \| 9. \| Enric Mas \| Spanien \| Movistar Team \| + 2 min 50 s \| \| 10. \| Alexander Wlassow \| Neutrales Banner \| Bora-Hansgrohe \| + 3 min 14 s \| |                   |                    |                   |                  |
| |                   |                    |                   |                  |
| Quelle: ProCyclingStats |                   |                    |                   |                  |
| Gesamtwertung |                   |                    |                   |                  |
| Fahrer | Fahrer            | Land               | Team              | Zeit             |
| 1. | Sepp Kuss         | Vereinigte Staaten | Jumbo-Visma       | 35 h 52 min 38 s |
| 2. | Marc Soler        | Spanien            | UAE Team Emirates | + 26 s           |
| 3. | Remco Evenepoel   | Belgien            | Soudal Quick-Step | + 1 min 09 s     |
| 4. | Primož Roglič     | Slowenien          | Jumbo-Visma       | + 1 min 36 s     |
| 5. | Lenny Martinez    | Frankreich         | Groupama-FDJ      | + 2 min 02 s     |
| 6. | João Almeida      | Portugal           | UAE Team Emirates | + 2 min 16 s     |
| 7. | Jonas Vingegaard  | Dänemark           | Jumbo-Visma       | + 2 min 22 s     |
| 8. | Juan Ayuso        | Spanien            | UAE Team Emirates | + 2 min 25 s     |
| 9. | Enric Mas         | Spanien            | Movistar Team     | + 2 min 50 s     |
| 10. | Alexander Wlassow | Neutrales Banner   | Bora-Hansgrohe    | + 3 min 14 s     |

| Punktewertung | Punktewertung           | Punktewertung | Punktewertung         | Punktewertung |
| Fahrer        | Fahrer                  | Land          | Team                  | Punkte        |
| ------------- | ----------------------- | ------------- | --------------------- | ------------- |
| 1.            | Kaden Groves            | Australien    | Alpecin-Deceuninck    | 158 P.        |
| 2.            | Remco Evenepoel         | Belgien       | Soudal Quick-Step     | 79 P.         |
| 3.            | Marc Soler              | Spanien       | UAE Team Emirates     | 73 P.         |
| 4.            | Andrea Vendrame         | Italien       | AG2R Citroën Team     | 66 P.         |
| 5.            | Andreas Kron            | Dänemark      | Lotto Dstny           | 62 P.         |
| 6.            | Geoffrey Soupe          | Frankreich    | TotalEnergies         | 61 P.         |
| 7.            | Marijn van den Berg     | Niederlande   | EF Education-EasyPost | 57 P.         |
| 8.            | Edward Theuns           | Belgien       | Lidl-Trek             | 55 P.         |
| 9.            | Filippo Ganna           | Italien       | Ineos Grenadiers      | 53 P.         |
| 10.           | Amanuel Ghebreigzabhier | Eritrea       | Lidl-Trek             | 52 P.         |

| Bergwertung | Bergwertung       | Bergwertung        | Bergwertung            | Bergwertung |
| Fahrer      | Fahrer            | Land               | Team                   | Punkte      |
| ----------- | ----------------- | ------------------ | ---------------------- | ----------- |
| 1.          | Eduardo Sepúlveda | Argentinien        | Lotto Dstny            | 21 P.       |
| 2.          | Remco Evenepoel   | Belgien            | Soudal Quick-Step      | 20 P.       |
| 3.          | Jesús Herrada     | Spanien            | Cofidis                | 12 P.       |
| 4.          | Matteo Sobrero    | Italien            | Team Jayco AlUla       | 11 P.       |
| 5.          | Sepp Kuss         | Vereinigte Staaten | Jumbo-Visma            | 10 P.       |
| 6.          | Lennard Kämna     | Deutschland        | Bora-Hansgrohe         | 10 P.       |
| 7.          | Jonas Vingegaard  | Dänemark           | Jumbo-Visma            | 10 P.       |
| 8.          | Damiano Caruso    | Italien            | Bahrain Victorious     | 9 P.        |
| 9.          | Primož Roglič     | Slowenien          | Jumbo-Visma            | 8 P.        |
| 10.         | Jon Barrenetxea   | Spanien            | Caja Rural-Seguros RGA | 7 P.        |

| Nachwuchswertung | Nachwuchswertung  | Nachwuchswertung | Nachwuchswertung   | Nachwuchswertung |
| Fahrer           | Fahrer            | Land             | Team               | Zeit             |
| ---------------- | ----------------- | ---------------- | ------------------ | ---------------- |
| 1.               | Remco Evenepoel   | Belgien          | Soudal Quick-Step  | 35 h 53 min 47 s |
| 2.               | Lenny Martinez    | Frankreich       | Groupama-FDJ       | + 53 s           |
| 3.               | João Almeida      | Portugal         | UAE Team Emirates  | + 1 min 07 s     |
| 4.               | Juan Ayuso        | Spanien          | UAE Team Emirates  | + 1 min 16 s     |
| 5.               | Cian Uijtdebroeks | Belgien          | Bora-Hansgrohe     | + 4 min 07 s     |
| 6.               | Santiago Buitrago | Kolumbien        | Bahrain Victorious | + 5 min 28 s     |
| 7.               | Einer Rubio       | Kolumbien        | Movistar Team      | + 5 min 28 s     |
| 8.               | Attila Valter     | Ungarn           | Jumbo-Visma        | + 10 min 29 s    |
| 9.               | Antonio Tiberi    | Italien          | Bahrain Victorious | + 25 min 19 s    |
| 10.              | Michel Ries       | Luxemburg        | Arkéa-Samsic       | + 35 min 03 s    |

| Mannschaftswertung | Mannschaftswertung    | Mannschaftswertung           | Mannschaftswertung |
| Team               | Team                  | Land                         | Zeit               |
| ------------------ | --------------------- | ---------------------------- | ------------------ |
| 1.                 | Jumbo-Visma           | Niederlande                  | 107 h 06 min 04 s  |
| 2.                 | UAE Team Emirates     | Vereinigte Arabische Emirate | + 57 s             |
| 3.                 | Bahrain Victorious    | Bahrain                      | + 7 min 27 s       |
| 4.                 | Bora-Hansgrohe        | Deutschland                  | + 9 min 08 s       |
| 5.                 | Movistar Team         | Spanien                      | + 29 min 25 s      |
| 6.                 | Soudal Quick-Step     | Belgien                      | + 37 min 44 s      |
| 7.                 | Ineos Grenadiers      | Vereinigtes Königreich       | + 45 min 23 s      |
| 8.                 | Groupama-FDJ          | Frankreich                   | + 50 min 22 s      |
| 9.                 | EF Education-EasyPost | Vereinigte Staaten           | + 57 min 13 s      |
| 10.                | Astana Qazaqstan Team | Kasachstan                   | + 1 h 02 min 31 s  |

## Ausgeschiedene Fahrer
- Javier Romo (Astana Qazaqstan Team): nahm die Etappe nicht in Angriff, nachdem er sich auf der 9. Etappe einen Lendenwirbelbruch zuzog.[4]
- Jefferson Cepeda (Caja Rural-Seguros RGA): nahm die Etappe wegen Sturzfolgen nicht in Angriff.[4]